# Serrat de la Vinya (Bassella)
El Serrat de la Vinya és una muntanya de 610 metres que es troba al municipi de Bassella, a la comarca catalana de l'Alt Urgell.